# Mistral (détendeur de plongée)
Pour les articles homonymes, voir Mistral.

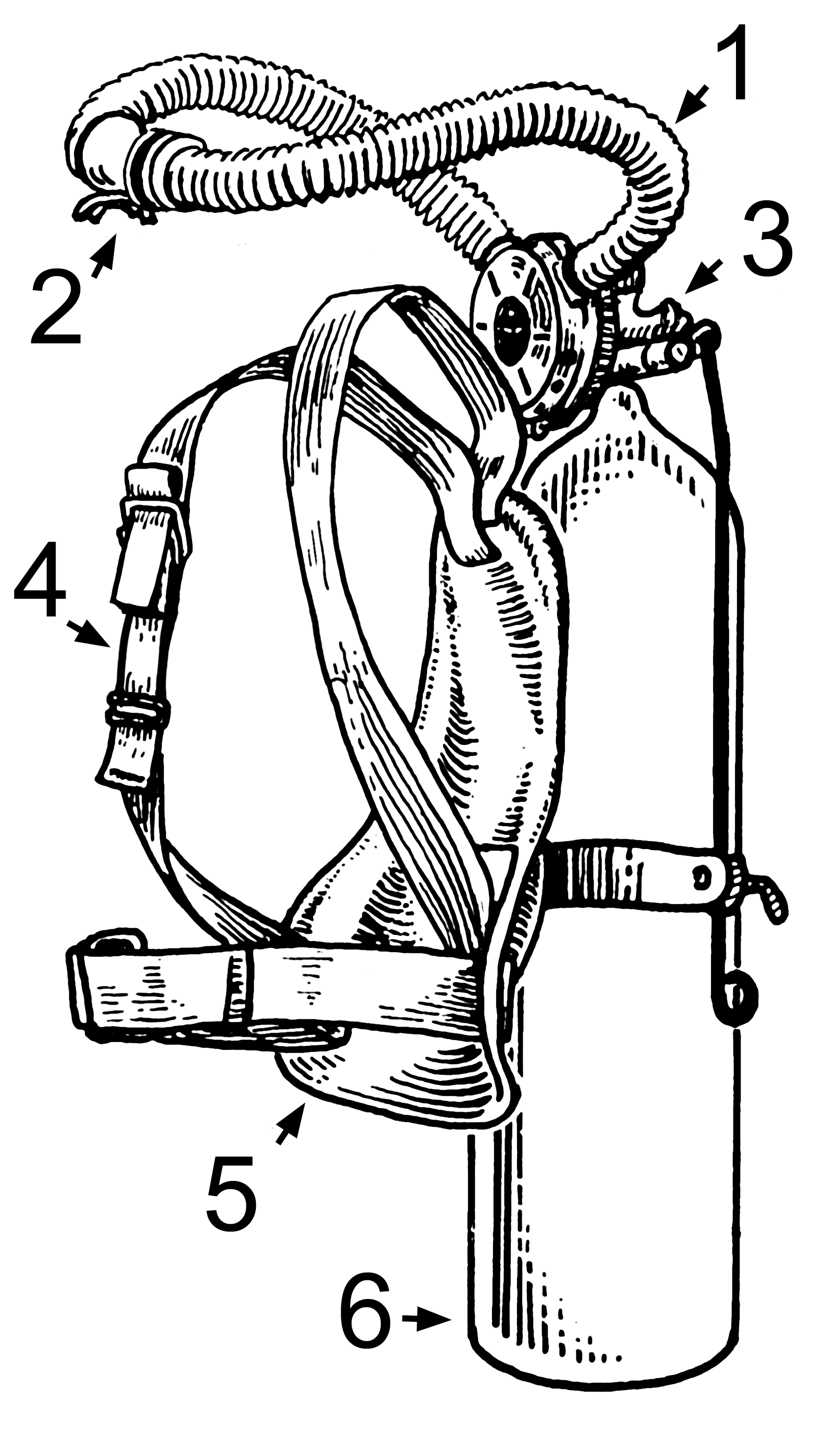
Dessin technique d'un détendeur Mistral gréé sur une bouteille d'air comprimé (circa 1960). Le Mistral est l'ensemble formé par la double trachée, l'embout et la casserole où se rejoignent les deux tubes de la double trachée. La casserole se branche par sa partie arrière à la robinetterie de la bouteille.
1. Double trachée
2. Embout buccal
3. Robinetterie
4. Harnais
5. Plaque dorsale
6. Bouteille d'air comprimé

Le Mistral fut un modèle de détendeur utilisé en plongée en scaphandre autonome dans les années 1950 et 1960. Lancé dans le marché en avril 1955, il succéda au tout premier modèle de détendeur à être commercialisé, le CG45 (« CG » pour « Cousteau-Gagnan » et « 45 » pour « 1945 », année de déposition de son brevet). Le CG45, commercialisé à partir de 1946, était basé sur quelques prototypes de 1943 qu'Émile Gagnan et Jacques-Yves Cousteau mirent au point pendant l'Occupation. Contrairement à une croyance répandue parmi les plongeurs les détendeurs utilisés dans le film de Cousteau et Malle Le Monde du silence sont des CG45 et non pas des Mistral.

## Historique
Les prototypes de Cousteau-Gagnan de 1943, le CG45, le Mistral et tous les détendeurs conçus et mis au point jusqu'à nos jours sont une amélioration de l'appareil plongeur Rouquayrol-Denayrouze que Benoît Rouquayrol et Auguste Denayrouze brevetèrent en 1864 à partir du « régulateur pour l'écoulement des gaz comprimés », inventé par Rouquayrol en 1860. En 1942, lorsque Gagnan modifia un exemplaire de détendeur Rouquayrol-Denayrouze, la société qui le fabriquait était la société René Piel. À ce moment Gagnan était un ingénieur employé chez Air liquide, c'est pourquoi ce fut Air liquide la première entreprise qui commercialisa des détendeurs modernes dès 1946, dont le Mistral à partir de 1955. En 1946 Air liquide créa à cet effet la marque La Spirotechnique, chargée de fabriquer et exploiter les détendeurs Cousteau-Gagnan, le Mistral en étant un parmi d'autres.

## Mode de fonctionnement
Le Mistral est un détendeur de plongée composé d'un seul étage pour détendre l’air comprimé qui passe directement de la haute pression à la basse pression (c'est une simplification du CG 45 qui était un détendeur à deux étages dans un seul boîtier). Il se caractérise par le fait que l'embout est relié au détendeur par deux tuyaux annelés basse pression (parfois appelés « double trachée »), l'un pour l'inspiration, à gauche de l'embout buccal, l'autre pour l'expiration, à droite de l'embout buccal. L'air se déplace donc de l'admission du détendeur vers le plongeur et du plongeur vers l'échappement du détendeur dans le sens des aiguilles d'une montre.
Le Mistral n'est pratiquement plus utilisé aujourd'hui, sauf par les collectionneurs, photographes et les cinéastes qui apprécient le fait que les bulles expirées sortent derrière la tête hors du champ visuel. En 2005, la société Aqua Lung (successeur de la société La Spirotechnique, qui avait commercialisé le Mistral), commercialise de nouveau un détendeur Aqualung Mistral. Il est pourvu d'un embout relié par deux tuyaux annelés basse pression, l'un pour l'inspiration, l'autre pour l'expiration. Sous son apparence rétro, il s'agit techniquement d'un détendeur moderne à deux étages indépendants, offrant une facilité d'utilisation supérieure au CG45.